# Florence La Badie

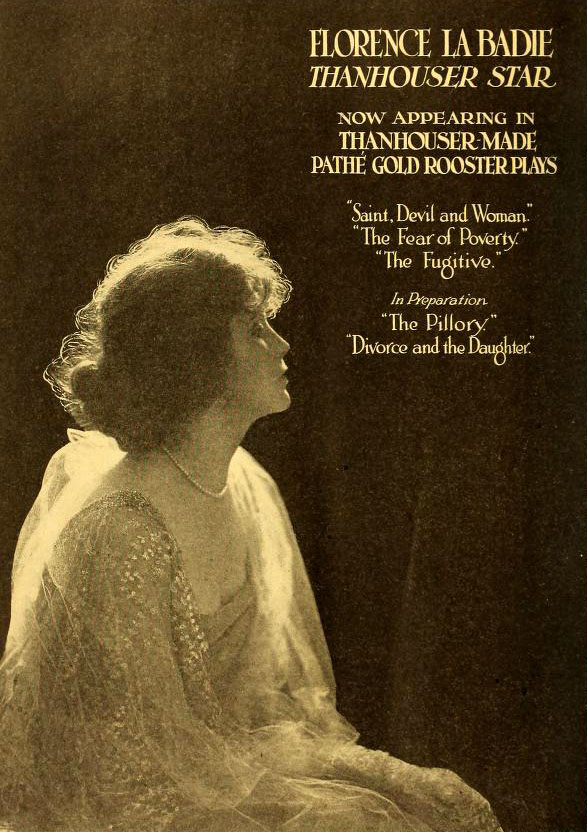
Florence LaBadie, 1916

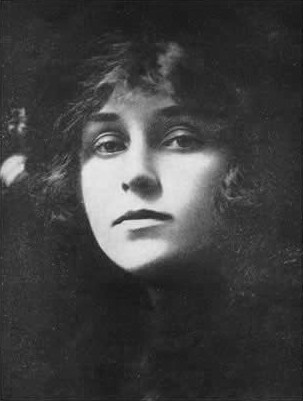
Florence La Badie

Florence La Badie, eigentlich Florence Russ, (* 27. April 1888 in New York City; † 13. Oktober 1917 in Ossining, New York) war eine amerikanische Stummfilmschauspielerin. Neben Asta Nielsen und Theda Bara galt La Badie als einer der größten Stars der 1910er Jahre im weltweiten Filmgeschäft.

## Leben
Florence La Badie wurde im Alter von drei Jahren zur Adoption freigegeben und von dem kanadischen Anwalt La Badie und dessen Frau adoptiert. Sie verbrachte ihre Kindheit in Montreal. Ihre Schulausbildung erhielt sie in Montreal und New York.
Später arbeitete sie zunächst als Model für Magazine, später folgte ab 1908 eine Anstellung als Schauspielerin bei einer fahrenden Theatergruppe. Sie war mit der später legendär gewordenen Schauspielerin Mary Pickford befreundet, die sie ins Filmgeschäft einführte und wo sie für American Biograph ab 1909 erste Rollen in Kurzfilmen drehen konnte. Dazu gehörten Filme unter der Regie von D.W. Griffith, wo sie an der Seite schon damals bekannter Schauspieler wie Mack Sennett, Donald Crisp, Mabel Normand oder ihrer Freundin Mary Pickford kleine Rollen erhielt. Ab 1911 wechselte sie zu Thanhouser Films, wo sie bis zu ihrem Tod tätig blieb und zur führenden Schauspielerin des Studios avancierte.
Die zeitlebens ledige Schauspielerin wirkte in mehr als 180 Kurz- und Spielfilmen mit, avancierte zu einer der führenden Schauspielerinnen ihrer Zeit weltweit und galt gar als eine der bekanntesten Stars der USA.
Am 13. Oktober 1917 starb sie im Alter von 29 Jahren an den Folgen eines Autounfalls, der zwei Wochen zuvor passiert war. Doch der eigentliche Unfall war nicht die Todesursache, obwohl sie aus dem Wagen geschleudert wurde und einen Beckenbruch erlitten hatte. Als Todesursache wurde eine Blutvergiftung festgestellt. Sie wurde anonym auf dem Greenwood-Friedhof in New York beigesetzt. Seit 2014 gibt es einen Gedenkstein auf dem Friedhof, da man ihr Grab nicht mehr finden kann.

## Trivia
- Sie hatte eine Affäre mit dem damals sehr bekannten Filmproduzenten österreichischer Abstammung, Marcus Loew.
- Alle – auch schwierigste – Stunts wurden von ihr selbst vorgenommen. Sie erhielt daher in der Öffentlichkeit den Namen „Fearless Flo“.
- La Badie galt als leidenschaftliche Leserin und verschlang trotz ihrer immensen Filmarbeit Werke von Charles Dickens, William Makepeace Thackeray und Edward Bulwer-Lytton.

## Filmografie (Auswahl)
- 1909: The politicians love story
- 1911: The brocken cross
- 1911: Madame Rex
- 1911: The smuggler
- 1911: The buddhist priestress
- 1911: David Copperfield
- 1911: The Satyr and the Lady
- 1911: Cinderella
- 1911: Swords and Hearts
- 1912: Dr. Jekyll and Mr. Hyde
- 1912: Jess
- 1917: Her life and his
- 1917: The man without a country